# Садовое (Нижнегорский район)
Садо́вое  (до 1954 года Но́во-Цари́цыно; укр. Садове, крымскотат. Sadоvoye, Садовое) — село в Нижнегорском районе Республики Крым, центр Садового сельского поселения (согласно административно-территориальному делению Украины — Садового сельского совета Автономной Республики Крым).

## Население
| 2001 | 2014  |
| ---- | ----- |
| 3244 | ↘2874 |

Всеукраинская перепись 2001 года показала следующее распределение по носителям языка
| Язык             | Процент |
| ---------------- | ------- |
| русский          | 60.88   |
| крымскотатарский | 22.23   |
| украинский       | 7.83    |
| греческий        | 6.29    |
| другие           | 0.43    |

### Динамика численности
| - 1886 год — 412 чел. - 1889 год — 600 чел. - 1892 год — 309 чел. - 1897 год — 951 чел. - 1900 год — 383 чел. - 1902 год — 393 чел. | - 1915 год — 780/280 чел. - 1926 год — 1263 чел. - 1974 год — 2906 чел. - 2001 год — 3244 чел. - 2014 год — 2874 чел. |

## Современное состояние
На 2017 год в Садовом числятся площадь, 16 улиц и 1 переулок; на 2009 год, по данным сельсовета, село занимало площадь 354,7 гектара на которой, в более чем 1 тысячи дворов, проживало более 1,1 тысячи человек. В селе действуют средняя общеобразовательная школа, детский сад «Колокольчик», отделение почты России, сельский дом
культуры, библиотека-филиал № 18, храм великомученика Димитрия Солунского, мечеть «Чоты джамиси». Садовое связано автобусным сообщением с Симферополем, райцентром и соседними населёнными пунктами.

## География
Садовое — село на юго-западе района, в начале Внутренней гряды Крымских гор, на левом берегу реки Биюк-Карасу, высота центра села над уровнем моря — 56 м. Ближайшие сёла: Жемчужина в 1,5 км на юг, Дрофино в 2 км на юго-запад и восточнее, на другом берегу реки — Косточковка . Расстояние до райцентра — около 18 километров (по шоссе), там же ближайшая железнодорожная станция — Нижнегорская (на линии Джанкой — Феодосия). Транспортное сообщение осуществляется по региональной автодороге 35Н-016 Нижнегорский — Белогорск (по украинской классификации — Т-0-112).

## История
Считается, что Ново-Царицыно было основано на месте опустевшей деревни Чоты (в Зуйской волости Симферопольского уезда), но на карте 1842 года на месте Садового обозначены развалины деревни Токмай, Чоты же находились южнее, на месте современного села Жемчужина.
В 1881 году болгарами-переселенцами из села Царицыно Царёводаровской волости Бердянского уезда (99 семей), были куплены 1466 десятин земли у владельца, полковника Николая Рудь, уплатившими за землю 29 810 рублей. В память о прежнем местожительстве поселение назвали
Ново-Царицыно. На 1886 год в болгарской колонии Ново-Царицыно, согласно справочнику «Волости и важнѣйшія селенія Европейской Россіи», проживало 412 человек в 70 домохозяйствах, действовали 2 колёсных завода. По «Памятной книге Таврической губернии 1889 года», по результатам Х ревизии 1887 года, в деревне числилось 100 дворов и 600 жителей.
После земской реформы 1890 года, Ново-Царицыно отнесли к Табулдинской волостии. Согласно «…Памятной книжке Таврической губернии на 1892 год», в деревне Ново-Царицыно, входившей в Ново-Царицынское сельское общество, числилось 309 жителей в 49 домохозяйствах, владевших 2597 десятинами земли. Перепись 1897 года зафиксировала в деревне 951 жителя, из них 925 православных. А по «…Памятной книжке Таврической губернии на 1900 год» в Ново-Царицыно 383 жителя в 100 дворах(на 1902 год — 393 чел., на 1902 год в деревне работал фельдшер), 2 мая и 22 октября в Ново-Царицыно проводились ежегодные однодневные ярмарки. На 1914 год в селении действовали 3 земские школы. По Статистическому справочнику Таврической губернии. Ч.II-я. Статистический очерк, выпуск шестой Симферопольский уезд, 1915 год, в деревне Ново-Царицыно Табулдинской волости Симферопольского уезда числилось 120 дворов с болгарским населением в количестве 780 человек приписных жителей и 280 — «посторонних», из которых 510 мужчин и 550 женщин. Жители владели 2263 десятинами удобной земли. В хозяйствах имелось 200 лошадей, 160 волов, 180 коров и 750 голов мелкого скота. На 1917 год в селении действовало кредитное товарищество.
При Советской власти, по постановлению Крымревкома № 206 «Об изменении административных границ» от 8 января 1921 года была упразднена волостная система и село вошло в состав Карасубазарского района Карасубазарского уезда, а в 1922 году уезды получили название округов. 11 октября 1923 года, согласно постановлению ВЦИК, в административное деление Крымской АССР были внесены изменения, в результате которых основной административной единицей стал Карасубазарский район и село включили в его состав. Согласно Списку населённых пунктов Крымской АССР по Всесоюзной переписи 17 декабря 1926 года, в селе Ново-Царицыно, центре Ново-Царицынского сельсовета (в коем состоянии село пребывает всю дальнейшую историю) Карасубазарского района, числился 261 двор, из них 237 крестьянских, население составляло 1263 человека, из них 805 болгар, 415 русских, 24 украинца, 2 немца, 2 татарина, 1 армянин, 1 латыш, 1 записан в графе «прочие», действовала болгарская школа. В период коллективизации в селе было создано несколько сельхозартелей, которые 1935 году объединились в колхоз «Новый строй». Постановлением ВЦИК «О реорганизации сети районов Крымской АССР» от 30 октября 1930 года был создан Сейтлерский район (по другим сведениям 15 сентября 1931 года) и село включили в его состав.
Во время Великой Отечественной войны в сентябре — октябре 1941 года, во время обороны Крыма, у села был создан аэродром, на котором базировались штурмовики Ил-2 103-го авиаполка ВВС 51-й отдельной армии. На фронтах и в партизанских отрядах сражались многие жители Ново-Царицыно. В их честь в 1966 году в центре села был установлен памятный знак в честь воинов-односельчан погибших в ходе гражданской и Великой Отечественной войн в виде бетонной трёхгранной призмы со скошенным верхом и металлической пятиконечной звездой на вершине. На передних гранях надписи: слева — «Героям гражданской войны 1918—1920 г.» и справа — «Героям Отечественной войны 1941—1945 г.». Постановлением Совета министров Республики Крым № 627 от 20 декабря 2016 года памятник отнесён к категории объектов культурно-исторического наследия России регионального значения. 12 апреля 2021 году у дома культуры был открыт новый мемориал односельчанам, павшим на фронтах Отечественной войны. В центре мемориала — скульптурная группа, по бокам — стенки со списком 219 погибших.
В 1944 году, после освобождения Крыма от фашистов, согласно постановлению ГКО № 5984сс от 2 июня 1944 года, 27 июня крымские болгары были депортированы в Пермскую область и Среднюю Азию. 12 августа 1944 года было принято постановление № ГОКО-6372с «О переселении колхозников в районы Крыма» и в сентябре 1944 года в район приехали первые новосёлы (320 семей) из Тамбовской области, а в начале 1950-х годов последовала вторая волна переселенцев из различных областей Украины. С 25 июня 1946 года Ново-Царицыно в составе Крымской области РСФСР, а 26 апреля 1954 года Крымская область была передана из состава РСФСР в состав УССР. В том же году Ново-Царицыно переименовали в Садовое. С 12 февраля 1991 года село в восстановленной Крымской АССР, 26 февраля 1992 года переименованной в Автономную Республику Крым. С 21 марта 2014 года в составе Крыма аннексировано Россией.